# Woodbine (Kansas)
Pour les articles homonymes, voir Woodbine.
Woodbine est une ville américaine située dans le comté de Dickinson, au Kansas. Selon le recensement de 2020, sa population est de 157 habitants.